# Marat (Puy-de-Dôme)
Marat – miejscowość i gmina we Francji, w regionie Owernia-Rodan-Alpy, w departamencie Puy-de-Dôme.
Według danych na rok 1990 gminę zamieszkiwały 932 osoby, a gęstość zaludnienia wynosiła 31 osób/km² (wśród 1310 gmin Owernii Marat plasuje się na 245. miejscu pod względem liczby ludności, natomiast pod względem powierzchni na miejscu 216.).